# Tohi de Tocuyo
Arremonops tocuyensis
Espèce
Statut de conservation UICN

 LC  : Préoccupation mineure
Le Tohi de Tocuyo (Arremonops tocuyensis) est une espèce de passereaux de la famille des Passerellidae.

## Distribution
Cet oiseau se rencontre du nord-est de la Colombie au nord-ouest du Venezuela.